# Gråt Fader Berg och spela
Gråt Fader Berg och spela, Elegi över slagsmålet på Gröna Lund eller Fredmans epistel n:o 12 är en av Fredmans epistlar, skriven sommaren 1770 av Carl Michael Bellman, satt till en melodi hämtad från arian The flocks shall leave the mountains ur Händels opera Acis och Galatea.
I texten inleder Fredman, ackompanjerad av Fader Berg på flöjt, i enlighet med ett mönster från klassiska elegier och mediterar över numer förgången storhet och tidens härjningar, innan man får se att det som nu förhärjats är en kroglokal de befinner sig i. Det som härjat den är ett slagsmål, och i slutet får man i naivt predikande stil reda på vad som varit orsaken: Fredman har blivit full, druckit upp en soldats öl och dansat med någon annans flicka. Som ofta annars i epistlarna bygger denna således på en kontrast mellan den skira melodin och det elegiska anslaget, och den betydligt mer krassa verkligheten.